# Великоцк
Великоцк  — село в Меловском районе Луганской области Украины, административный центр Великоцкого сельского совета.

## История
Являлся казенной слободой Стрельцовской волости Старобельского уезда Харьковской губернии Российской империи.
В 1924 году селение вошло в состав Меловского района Ворошиловградской области.
В ходе Великой Отечественной войны с лета 1942 до начала 1943 года находилось под немецкой оккупацией.
После окончания войны жилищный фонд села был почти полностью обновлён, село увеличилось (были проложены новые улицы: Советская, Комсомольская и Заречная) и посажен парк.
В 1968 году численность населения составляла 1801 человек, здесь находилась центральная усадьба колхоза "Родина" мясо-молочной специализации (имевшего 11600 гектаров сельскохозяйственных земель, около 3000 голов крупного рогатого скота и 4600 свиней), действовали молокозавод, инкубаторная станция, райсельхозтехника, средняя школа, Дворец культуры, библиотека и клуб.
Население по переписи 2001 года составляло 1492 человека.
По состоянию на 24 февраля 2022 года село было оккупировано русскими войсками.